# パトリック・レーシング
パトリック・レーシング (Patrick Racing) は、アメリカ合衆国のレーシングチーム。チャンプカー・シリーズおよびインディカー・シリーズに参戦していた。

## 歴史

### 第一期
パトリック・レーシングはパット・パトリックによって、ゴードン・ジョンコックをドライバーにUSACシリーズに参戦を開始。オリジナルシャシー・ワイルドキャットを作製。1978年のCART創成メンバーにも加わっていた。インディ500で3勝、CARTシリーズチャンピオンを2度獲得し、最も成功したチームの1つとなる。チームの固定ゼッケン『20』を使用した。
1989年、チップ・ガナッシが共同代表者として加わったことにより、パトリックは89年シーズン終了後に事業から引退することを決意。チーム資産の殆どをガナッシに、また、チーム・ペンスキーから新鋭シャーシPC-18を供給してもらった見返りの意を込めて、ドライバーのエマーソン・フィッティパルディと彼のスポンサーマールボロをチーム・ペンスキーに売却することを決めていた。
しかし、同年のインディ500の勝利、フィッティパルディのチャンピオン獲得で、パトリックは引退の考えを翻し現役続行の意を示す。だが、既にチームは売却に入っていたため、パトリックは現役続行に向けた別の選択肢を模索することになる。
ガナッシが引き継いだ旧パトリック・レーシングはチップ・ガナッシ・レーシングとして、現在も活躍している。

### 第二期
1989年に鳴り物入りで参戦したアルファロメオのCARTプロジェクト、アレックス・モラレス・モータースポーツは、その前評判に反して、鳴かず飛ばずの成績が続いていた。1990年に向けて、チーム体制の大幅な刷新、強化を計画していたアルファロメオは、元チャンピオンチームのオーナーであるパトリックをチームに合流させることでその目的を達しようと考えた。チーム資産がほぼ無いが現役続行を考えるパトリックにとっても、この話は渡りに船だった。
思惑が合致した両者は提携を結び、チーム名をパトリック・レーシングに改称して、1990年シーズンに挑むことになる。
しかし、当時はイルモア製のシボレーインディV8エンジンが最強の時代であり、アルファロメオV8エンジンは惨敗でシングルフィニッシュが16戦中4度と惨憺たる結果だった。
そこで、チームは禁じ手に手を出してしまう。
パトリックが所有していて、メーカーに返却を迫られていた、PC-18用のイルモアシボレーV8 265Aエンジンをイタリアのアルファロメオに極秘裏に輸送、分解をしてエンジン構造や技術を盗用してしまう。程なく、この件はシボレー側に発覚し、これが原因となりチームは崩壊への道を進むことになる。
1991年、年初よりアルファロメオエンジンに関する財務・法務問題が勃発。シーズン後、ドライバーズランキング11位と中団に甘んじたダニー・サリバンが離脱しギャレス・レーシングに移籍してしまう。パトリックは同チームから成績不振で放出されたボビー・レイホールを獲得する。慢性的なパワー不足に悩むチームは、人気ドライバーのレイホールの名にすがり、イルモアシボレーエンジンの獲得に動くが、先述の問題が原因となりシボレーエンジンの供給を拒否される。
アルファロメオエンジンでは競争力が期待できないことや、エンジンの予算、シボレーとの法務問題がさらに悪化していくことから、パトリックは1992年の参戦を諦め、チームをボビー・レイホールとカール・ホーガンに売却した。
皮肉なことに、改組しシボレーエンジンを獲得した元パトリック・レーシングこと、レイホール・ホーガン・レーシングは、緒戦から優勝を含むポディウムフィニッシュを連発、マイケル・アンドレッティとの熾烈な争いに勝ち、1992年のドライバーズチャンピオンに輝いている。
現在もチームは、レイホール・レターマン・ラニガン・レーシングとして、活躍を続けている。

### 第三期
1994年、ファイアストンのタイヤテストチームを結成。翌年のファイアストンのインディ復帰を先導する。
その後1995年にパトリック・レーシングとして復帰。
2004年には、CARTからIRLに移籍をするが、2005年のスポンサーが付かずチームは業務停止。そのまま解散され、資産は売却された。

## 所属ドライバー

### CART
- マリオ・アンドレッティ (1981-1982)
- トム・バグリー (1980)
- タウンゼント・ベル (2001-2002)
- ラウル・ボーセル (1997)
- パンチョ・カーター (1984)
- ケヴィン・コーガン (1986-1987)
- ウォリー・ダレンバックSr. (1979)
- エイドリアン・フェルナンデス (1998-2000)
- エマーソン・フィッティパルディ (1984-1990)
- チップ・ガナッシ (1983-1984)
- スパイク・ゲールハウゼン (1980)
- ブルーノ・ジャコメリ (1984-1985)
- ロベルト・ゲレーロ (1990-1991)

- ゴードン・ジョンコック (1979-1984)
- P.J.ジョーンズ (1999)
- スティーヴ・クリシロフ (1981)
- ヤン・マグヌッセン (1999)
- ロジャー・メアーズ (1979)
- ロベルト・モレノ (2000)
- ダニー・オンガイス (1983)
- ジョン・ポールJr. (1984)
- スコット・プルーエット (1995-1998)
- ジョニー・ラザフォード (1983)
- オリオール・セルビア (2002-2003)
- ゴードン・スマイリー (1980)
- ダニー・サリバン (1991)
- サミー・スウィンデル (1985)
- アル・アンサー (1990)
- ジミー・バッサー (2001)
- リッチ・ボグラー (1985)
- ドン・ウィッテントン (1985)

### IRL
- トーマス・エンゲ (2004)
- ジャック・ラジアー (2004)
- ジェフ・サイモンズ (2004)
- アル・アンサーJr. (2004)

## 参考
1. ↑  INDYCAR engine woes have deep roots